# Флигель усадьбы Пелепонова
Флигель усадьбы Пелепонова — памятник архитектуры местного значения в Нежине. 

## История
Изначально был внесён в «список памятников архитектуры вновь выявленных» под названием Флигель в усадьбе Пелепонова (Дом служб Присутственных мест, Окружного суда).
Приказом Министерства культуры и туризма от 21.12.2012 № 1566 присвоен статус памятник архитектуры местного значения с охранным № 10019-Чр под названием Флигель усадьбы Пелепонова. Установлена информационная доска.

## Описание
Флигель усадьбы Пелепонова построен в конце 18 века на Греческой улице.
Одноэтажный, каменный, прямоугольный в плане с ризалитом с восточной стороны, увенчанным треугольным фронтоном. Фасад украшен пилястрами и рустикой, венчает фасад карниз.